# Valeria Bruni Tedeschi
Valeria Bruni Tedeschi, född 16 november 1964 i Turin, är en italiensk-fransk skådespelare, filmregissör och manusförfattare.
Hon är syster till Carla Bruni.

## Filmografi (i urval)
- 1994 – Drottning Margot (roll)
- 1999 – Lögnens färg (roll)
- 2003 – Det är lättare för en kamel... (manus, regi och roll)
- 2003 – Les Sentiments (roll)
- 2004 – Kärlek tur & retur (roll)
- 2005 – München (roll)
- 2005 – Tiden som finns kvar (roll)
- 2005 – Tickets (roll)
- 2005 – Crustacés & coquillages (roll)
- 2006 – Ett bra år (roll)
- 2007 – Skådespelerskor (manus, regi och roll)
- 2013 – Girighetens pris (roll)
- 2013 – Viva la libertà (roll)
- 2013 – Un château en Italie (manus, regi och roll)
- 2014 – Saint Laurent (roll)
- 2016 – Galna av lycka (roll)
- 2022 – Skådespelarna (regi)

## Priser och utmärkelser
- Césarpriset för mest lovande kvinnliga skådespelare, för Normal People Are Nothing Exceptional,  26 februari 1994
- David di Donatello för bästa kvinnliga skådespelare, för The Second Time,  8 juni 1996
- David di Donatello för bästa kvinnliga skådespelare, för Notes of Love,  5 juli 1998
- Premio Pasinetti, för En dag i taget,  september 1999
- Premio Pasinetti, för Kärlek tur och retur,  september 2004
- Ciak d'oro - Best Lead Actress, för Girighetens pris,  4 juni 2014[8]
- David di Donatello för bästa kvinnliga skådespelare, för Girighetens pris,  10 juni 2014
- David di Donatello för bästa kvinnliga skådespelare, för Galna av lycka,  27 mars 2017
- Globo d’oro/Beste Hauptdarstellerin, för Aspromonte: Land of the Forgotten,  15 juli 2020
- Officer av Arts et Lettres-orden,  15 april 2022[9]
- Nastro d'Argento för bästa kvinnliga huvudroll
- Nastro d'argento europeo
- Riddare av Arts et Lettres-orden

[Redigera Wikidata]